# Amber Peach
Amber Peach (Mobile, Alabama; 3 de diciembre de 1983) es una actriz pornográfica estadounidense.

## Biografía
Su carrera cinematográfica en el cine para adultos comenzó en el verano de 2004, habiendo trabajado anteriormente en una biblioteca, en empresas como Taco Bell, KFC, Burger King, y como estríper.
En 2007 Peach fue la anfitriona de un programa semanal nudista de cocina llamado  "Time Uncensored's en "A! Entertainment". Ese mismo año creó buyapornstarboobs.com, una web que tenía como propósito recaudar fondos con el fin de pagarse una operación de aumento de pecho. En los Premios AVN de 2007, su escena en Butt Pirates of the Caribbean recibió una nominación a la mejor escena de sexo en grupo. En el 2008 lanzó su sitio web oficial, AmberPeachRaw.com.

## Premios y nominaciones
- 2007 Nominación al Premio AVN A la Mejor escena de sexo en grupo por Butt Pirates of the Caribbean[7]